# Armagnac
Armagnac er en fransk druebrændevin produceret i Armagnac-regionen, der ligger mellem floderne Adour og Garonne i Gascogne syd for Bordeaux for foden af Pyrenæerne. 
Armagnac er den ældste type druebrændevin i Frankrig med en historie, der går helt tilbage til 1400-tallet, hvilket er omkring 200 år længere tilbage end cognac. Drikken er baseret på hvidvin lavet af de samme druetyper som  cognac: Colombard, Folle Blanche og Ugni Blanc kombineret med druetypen Baco. Druebrændevinen destilleres traditionelt kun én gang mod to gange ved produktion af cognac og whisky, hvilket giver et mere aromatisk resultat. Derefter lagres armagnacen på egefade efter samme regler, som gælder for cognac.
Mange steder adskiller destillationen af armagnac sig fra destillation af eksempelvis cognac og whisky ved at anvende kolonnedestillation (coffey still). Ved destillation af cognac og whisky bruges pot destillation (pot still). Fremstilling af armagnac overvåges af INAO og Bureau National Interprofessionel de l'Armagnac (BNIA).
Armagnac og cognac, der fremstilles i Frankrig, og brandy af sherry, der produceres i Jérez-regionen i Spanien, er de tre officielt afgrænsede alkoholregioner i Europa.
Produktionen i Armagnac er 15 gange mindre end i Cognac. Mens cognac fortrinsvis produceres af store produktionsenheder, der eksporterer hovedparten, produceres armagnac af små enheder med druer fra små vingårde. Det resulterer i en markant større smagsmæssig variation mærkbart i de tre områder fra det elegante til det mere aromatiske: Bas-A., Haut-A. og Tenarèze. Kun omkring halvdelen af al armagnac eksporteres.
Kvaliteten af Armagnac hænger til dels sammen med, hvor mange år den modnes på egefade:
Tre stjerner (et års modning), V.S.O.P. (fire års modning), X.O. (seks års modning), Hors d'Age (10 års modning), Millésime (mindst 10 års modning). Blanche d'Armagnac er betegnelsen for Armagnac uden fadlagring.  